# Johanna KinderFonds
Het Johanna KinderFonds is een Nederlandse stichting die projecten ondersteunt die gericht zijn op het kunnen participeren in de maatschappij van kinderen en jongvolwassenen met een beperking. Daarnaast ondersteunt het Johanna KinderFonds wetenschappelijk onderzoek binnen de kinderrevalidatie. Het Johanna KinderFonds is gevestigd te Arnhem. Het Johanna KinderFonds is lid van de VFI (Vereniging van Fondsenwervende Instellingen) en behoort tot de goede doelen en heeft het CBF-Keur en de ANBI-status (Algemeen nut beogende instelling).

## Historie
Het Johanna KinderFonds is een voortzetting van de Johanna Stichting. De Johanna Stichting werd opgericht in december 1900 als tehuis voor gebrekkigen en mismaakten. Een van de oprichtsters en naamgever van de Stichting is Johanna van Ness.
De statutaire doelstelling van het Johanna KinderFonds en de Johanna Stichting is het stimuleren en subsidiëren van initiatieven die tot doel hebben om mensen met een lichamelijke beperking als gevolg van een aandoening van hersenen, zenuwen, botten en spieren tot de leeftijd van 30 jaar een volwaardige plaats in de maatschappij te geven.
Op 26 en 27 november 1962 presenteerde Arie Klapwijk, de toenmalige directeur van de Johanna Stichting, samen met Mies Bouwman de 23 uur durende televisie-uitzending van de inzamelingsactie Open het Dorp, welke ruim 21 miljoen gulden bijeen bracht voor de bouw van Het Dorp. Klapwijk was tot mei 1964, toen het administratiegebouw gereed kwam, waarnemend directeur van Het Dorp. Hij legde deze functie neer om zich weer te richten op zijn medische en leidinggevende taken bij de Johanna Stichting. 
Mies Bouwman was tot haar overlijden in 2018 lid van het Comité van Aanbeveling van het JKF. Prinses Beatrix is beschermvrouwe van het fonds.